# Championnat du monde féminin de bandy 2006
Le Championnat du monde de bandy féminin 2006 s'est tenu aux États-Unis du 13 février au 18 février. La compétition se joue sous forme de championnat, sans finale, avec une opposition entre chaque équipe participante. La Suède termine première avec cinq victoires en cinq matches.

## Classement final
- 1er  Suède
- 2e  Russie
- 3e  Norvège
- 4e  Finlande
- 5e  Canada
- 6e  États-Unis